# Angst (film)
Angst (Italiaans: La paura) is een Duits-Italiaanse dramafilm uit 1954 onder regie van Roberto Rossellini. Het scenario is gebaseerd op de gelijknamige novelle uit 1925 van de Oostenrijkse auteur Stefan Zweig.

## Verhaal
Een vrouw die haar man bedriegt, wordt afgeperst door een andere vrouw die haar affaire openaar dreigt te maken. De wanhopige vrouw wordt bijna tot zelfmoord gedreven. Uiteindelijk wordt ze ervan weerhouden door haar echtgenoot, die zelf achter het complot zat.

## Rolverdeling
| Acteur           | Personage               |
| ---------------- | ----------------------- |
| Ingrid Bergman   | Irene Wagner            |
| Mathias Wieman   | Professor Albert Wagner |
| Renate Mannhardt | Luisa Vidor             |
| Kurt Kreuger     | Erich Baumann           |
| Elise Aulinger   | Huishoudster            |